# Jared Borgetti
Jared Francisco Borgetti Echavarría (* 14. August 1973 in Culiacán, Sinaloa) ist ein ehemaliger mexikanischer Fußballspieler.
Sein Spitzname lautet Zorro del Desierto („Wüstenfuchs“).

## Karriere
Borgetti war während seiner aktiven Karriere ein torgefährlicher Stürmer und gilt als einer der besten Kopfballspieler der Welt. Obwohl er bereits nach der WM 2002 viele Angebote aus Europa erhielt und den italienischen Pass beantragte, da er italienische Großeltern hat, blieb er in Mexiko. Borgetti spielte 2005 beim mexikanischen Klub in Pachuca CF. Nach seinem starken Auftritt in Deutschland wurde er zunächst mit den Bundesligisten Eintracht Frankfurt und Hertha BSC in Verbindung gebracht, wechselte aber schließlich nach England zu den Bolton Wanderers. Nach einem kurzen Gastspiel beim saudischen Klub al-Ittihad kehrte er 2007 zurück nach Mexiko und spielte für Cruz Azul die Apertura 2007. Am 21. Dezember 2007 wechselte er zu CF Monterrey und spielte die Clausura 2008 für diese Mannschaft. Nach Stationen bei Deportivo Guadalajara und Puebla FC landete er zu Jahresbeginn 2010 bei Monarcas Morelia.
Borgetti wurde in Europa vor allem durch seine Leistungen bei der WM 2002 bekannt. Er spielte 89 Mal für die mexikanische Nationalmannschaft und erzielte dabei 46 Tore. Beim Konföderationen-Pokal 2005 in Deutschland erzielte er drei Tore. Bei der WM 2006, ebenfalls in Deutschland, zählte Borgetti zu den Hoffnungsträgern Mexikos. Allerdings verhinderte eine Verletzung, dass er in der Gruppenphase zum Einsatz kam. Als er sein erstes WM-Spiel 2006 gegen Argentinien bestritt, machte er ein Eigentor zum 1:1.
Sein letztes Länderspiel machte er am 21. Juni 2008 beim 7:0 gegen Belize, wobei ihm noch zwei Tore gelangen.